# 拉特科·姆拉迪奇

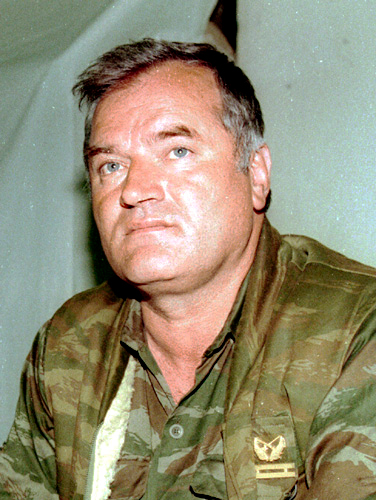
拉特科·姆拉迪奇

拉特科·姆拉迪奇（塞尔维亚语：／，發音：[râtko mlǎːdit͡ɕ]，1943年3月12日—），在1992年到1995年之间的波斯尼亚战争中担任塞族共和国将军。他因下令军队执行斯雷布雷尼察屠杀等，事后成为战犯嫌疑人。姆拉迪奇于1961年进入泽蒙的军事工业学校。1989年，担任斯科普里第三军区教育署的负责人。他有一个儿子和一个女儿。
2011年5月26日，拉特科·姆拉迪奇在塞爾維亞北部茲雷尼亞寧附近一個村莊被捕，荷兰当地时间5月31日，姆拉迪奇被引渡到海牙前南斯拉夫问题国际刑事法庭受審。6月3日，对姆拉迪奇的审判正式开始。
2017年11月22日，法庭判處拉特科·姆拉迪奇終身監禁。

## 影响
姆拉迪奇仍是部分塞尔维亚人心中的英雄，在他的纪念日时，贝尔格莱德红星和贝尔格莱德游击的球迷尤为极端。
2017年12月，欧足联就因“种族主义”对这两队及圣彼得堡泽尼特球迷展开调查，一大原因就是他们唱歌歌颂姆拉迪奇。